# Cantuaria vellosa
Cantuaria vellosa är en spindelart som först beskrevs av Forster 1968.  Cantuaria vellosa ingår i släktet Cantuaria och familjen Idiopidae. Inga underarter finns listade.